# Courceroy
Courceroy település Franciaországban, Aube megyében. Lakosainak száma 147 fő (2022. január 1.). Courceroy Gumery, La Motte-Tilly, Melz-sur-Seine és Villiers-sur-Seine községekkel határos.

## Népesség
A település népessége az elmúlt években az alábbi módon változott:
| Lakosok száma | 78   | 92   | 103  | 100  | 123  | 125  | 127  | 136  | 141  | 147  |
|               | 1968 | 1982 | 1990 | 2006 | 2013 | 2015 | 2017 | 2019 | 2020 | 2022 |